# Adelchi Bianchi
Adelchi Bianchi (Roma, 1918 – Roma, 1968) è stato un regista e sceneggiatore italiano.

## Biografia
Bianchi, ha lavorato come direttore della fotografia in diversi cortometraggi negli anni '40 e '50, spesso diretto da Edmondo Cancellieri. Tra il 1951 e il 1968 ha prodotto, diretto e in parte scritto quattro film, morendo poco dopo aver terminato le riprese del suo ultimo film.

## Filmografia

### Regista
- Bellezze a Capri, co-regia di Luigi Capuano (1952)
- Buckaroo (Il winchester che non perdona) (1967)

### Regista e sceneggiatore
- Amanti del passato (1953)
- Vite perdute, co-regia di Roberto Mauri (1959)